# Heinrich Vogel (Philosoph)
Heinrich Vogel (* 11. September 1932 in Cvikov (deutsch: Zwickau in Böhmen), Okres Česká Lípa; † 14. November 1977 in Rostock) war ein deutscher marxistischer Philosoph.

## Leben
Nach dem Abitur in Bad Langensalza in Thüringen studierte Heinrich Vogel unter anderen bei Wilhelm Eildermann, Ernst Bloch und Hans Mayer von 1951 bis 1955 Journalistik und Marxismus-Leninismus an der Universität Leipzig. Anschließend war er bis 1958 wissenschaftlicher Assistent und anschließend Oberassistent an der Universität Rostock. Vogel wurde 1959 an der Universität Greifswald mit der Arbeit Die Kritik Max Plancks an den grundlegenden philosophischen Auffassungen des Positivismus promoviert. Die Habilitation erfolgte 1966 ebenfalls an der Universität Greifswald mit der Arbeit Zum philosophischen Schaffen Max Borns. Zwischen 1959 und 1972 war Vogel Dozent an der Universität Rostock und dort seit 1972 ordentlicher Professor für dialektischen und historischen Materialismus.
Vogel gehört mit seinen Arbeiten zu philosophischen Problemen der Naturwissenschaften zu den Pionieren dieses Gebietes in der DDR.

## Auszeichnungen
- 1967: Pestalozzi-Medaille für treue Dienste
- 1976: Vaterländischer Verdienstorden in Silber[1]

## Schriften (Auswahl)
- Zum philosophischen Wirken Max Plancks. Akademie-Verlag, Berlin 1961.
- Physik und Philosophie bei Max Born. Deutscher Verlag der Wissenschaften, Berlin 1968.